# Achaltsiche (gemeente)
Achaltsiche (Georgisch: ახალციხის მუნიციპალიტეტი, Achaltsichis moenitsipaliteti) is een gemeente in het zuiden van Georgië met ongeveer 39.300 inwoners (2024), gelegen in de regio Samtsche-Dzjavacheti. De gemeente heeft een oppervlakte van ruim 1010 km² en de gelijknamige stad is het bestuurlijk centrum. Achaltsiche is gesitueerd in een bergachtig landschap waar de rivier de Mtkvari doorheen stroomt.

## Geschiedenis
Het gebied van de hedendaagse gemeente Achaltsiche lag in de middeleeuwen in het vorstendom Samtsche (Samtsche-Saatabago, of ook wel Mescheti). Dit vorstendom werd in de 15e eeuw onafhankelijk van het Koninkrijk Georgië, maar werd in de 16e eeuw door zowel het Ottomaanse Rijk als Safavidisch Perzië bevochten, met name in de omgeving van de plaatsen gelijknamige stad en Adigeni. Met de Vrede van Amasya in 1555 kwam Achaltsiche in Perzisch gecontroleerd gebied te liggen, niet ver van de bestandslijn met het Ottomaanse Rijk. In de 17e eeuw kwam het gebied onder Ottomaanse controle, en werd het onderdeel van het Eyalet van Çıldır (of ook Pasjalik Achaltsiche).

### Russisch gezag

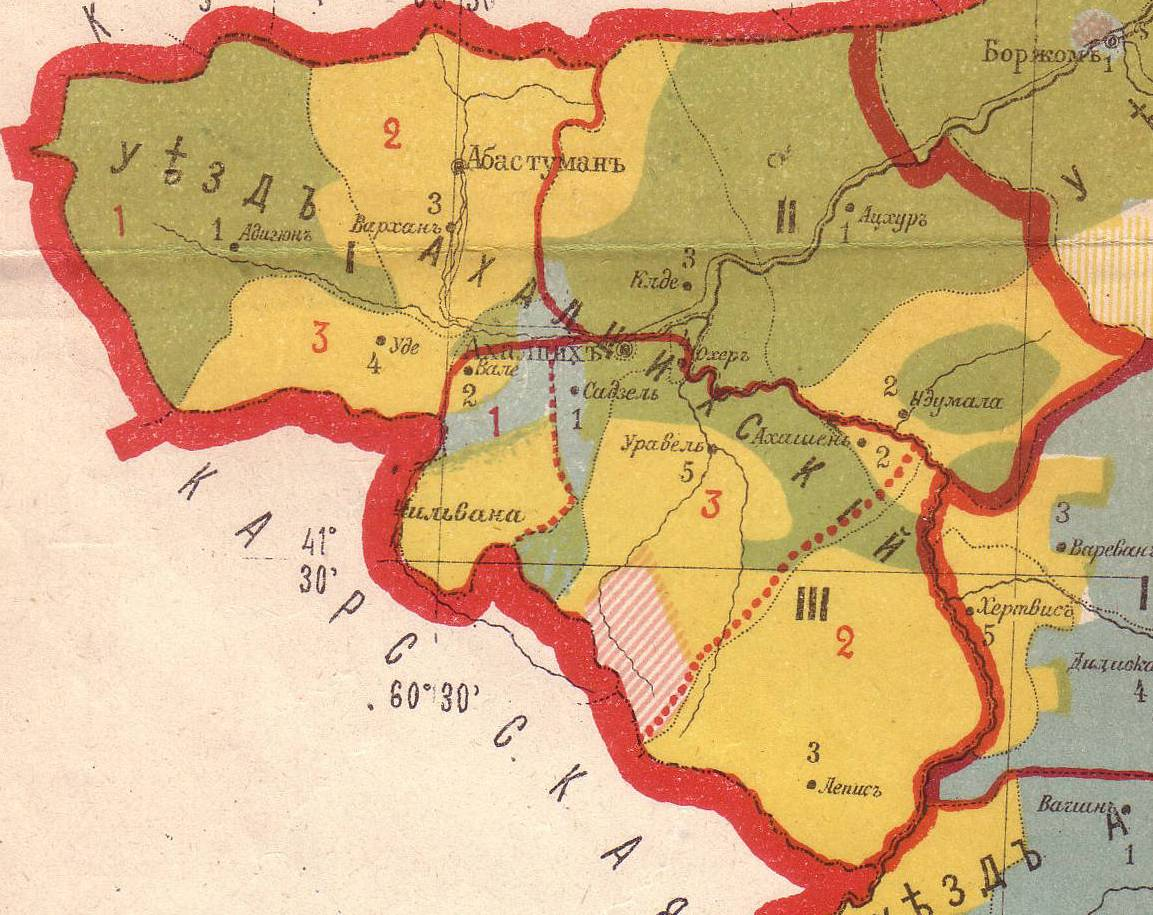
Oejezd Achaltsiche en vorming district Adigeni (links)

In de 18e eeuw werd het gebied wederom betwist toen het Georgische Koninkrijk Kartli-Kachetië zich los probeerde te worstelen van zowel de Perzen als de Turken. Dit liep met Russische steun uit op een fiasco bij Aspindza en bleef het gebied onder Turks gezag. Gedurende de eerste fase van de Russische annexatie van Georgische gebieden in het begin van de 19e eeuw lag Achaltsiche nog in het Ottomaanse Rijk. Na de Russisch-Turkse Oorlog (1828-1829) en het Verdrag van Adrianopel kwam Achaltsiche en omgeving onder Russisch gezag te staan.
Het gebied werd vervolgens vanaf 1840 bestuurlijk het oejezd Achaltsiche, dat korte tijd deel uitmaakte van het gouvernement Georgië-Imeretië. Het oejezd Achaltsiche werd met de splitsing van dat gouvernement in 1846 bij het gouvernement Koetais ingedeeld, om vervolgens in 1867 bij het gouvernement Tiflis ingedeeld te worden. Het Oejezd Achaltsiche was onderverdeeld in drie gemeentelijke districten (oetsjastok, Russisch: yча́сток), waarbij het gebied van de hedendaagse gemeente Achaltsiche in de westelijke delen van de districten (Уравельский участок, Oeravelskiy oetsjastok) en Atschoer (Ацхурский участок, Atschoerskiy oetsjastok) lag.

### Moderne indeling
Deze districtsindeling bleef feitelijk bestaan tot de Sovjetverovering van de Democratische Republiek Georgië in 1921 en de bestuurlijke hervorming in 1930. Toen werden een aantal rajons van Achaltsiche afgesplitst en kreeg rajon Achaltsiche min of meer de omvang van de hedendaagse gemeente.
Na de onafhankelijkheid van Georgië werd het district in 1995 ingedeeld bij de nieuw gevormde regio (mchare) Samtsche-Dzjavacheti, en werd het district in 2006 omgevormd tot gemeente. Tussen 2014 en 2017 was de stad Achaltsiche een aparte bestuurseenheid, een zogeheten "stad met zelfbestuur", naast de rest van de gemeente. In 2017 werd dat net als bij zes andere steden teruggedraaid omdat deze constructie te duur en inefficiënt bleek.

## Geografie
Achaltsiche grenst in het westen aan de gemeente Adigeni, in het noorden aan Baghdati (regio Imereti) en Bordzjomi, en in het oosten aan Aspindza. Ten slotte grenst de gemeente in het zuiden aan Turkije.

### Bergen
De gemeente wordt omsloten door subgebergtes van de Kleine Kaukasus, namelijk het Meschetigebergte in het noorden, het Trialetigebergte in het oosten en het Eroesjeti-hoogland in het zuiden. Deze gebergtes hebben een maximale hoogte rond de 2.500 meter boven zeeniveau. De hoogste berg van de gemeente is de Sjabanibeli in het Eroesjeti-hoogland, met een top van 2.646 meter boven zeeniveau.
Verder wordt de geografie van Achaltsiche bepaald door de kloof van de Mtkvari. Deze rivier stroomt vanuit het zuidoosten naar de stad Achaltsiche, waar de rivier Potschovi zich bij de Mtkvari voegt, om vervolgens in noordoostelijke richting naar Bordzjomi te stromen. De samenvloeiing van de twee rivieren ligt in de zogeheten Achaltsiche depressie, een 42 kilometer lange laagte tussen Adigeni en Bordzjomi in de Mtkvari- en Potschovi-vallei, met een breedte van maximaal 12 tot 14 kilometer. De rivierkloven hebben de loop van historische en moderne wegen in het bergachtige gebied bepaald.

## Demografie
Begin 2024 telde de gemeente Achaltsiche 39.338 inwoners, een geringe groei ten opzichte van de volkstelling van 2014.
| Gemeente Achaltsiche                                                    | -      | -      | -      | 55.490 | 50.420 | 51.907 | 49.836 | 54.747 | 46.134 | 38.895 | 39.401 | 39.338 |  |  |
|                                                                         |        |        |        |        |        |        |        |        |        |        |        |        |  |  |
| Achaltsiche                                                             | 15.357 | 10.153 | 12.328 | 12.180 | 16.868 | 18.972 | 19.742 | 24.570 | 18.452 | 17.903 | 16.943 | 17.287 |  |  |
| Vale                                                                    | -      | -      | -      | -      | 9.629  | 7.326  | 6.244  | 6.305  | 5.031  | 3.646  | 5.259  | 5.019  |  |  |
| Verantwoording data: Bevolkingsstatistiek Georgië 1897 tot heden. Noot: |        |        |        |        |        |        |        |        |        |        |        |        |  |  |

### Etniciteit en religie

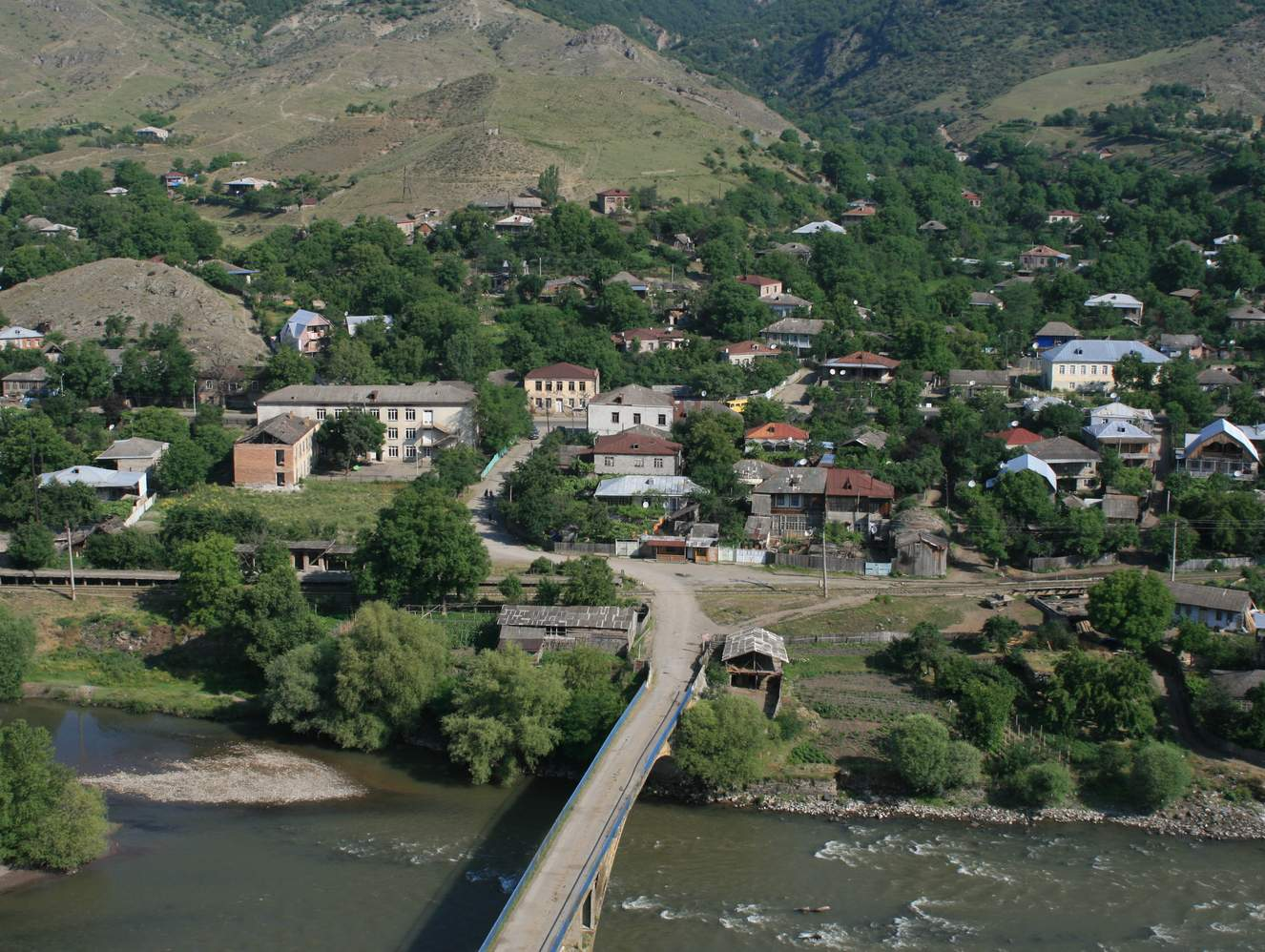
Atskoeri, het grootste dorp in de gemeente.

De bevolking van Achaltsiche bestond volgens de volkstelling van 2014 voor het grootste deel uit Georgiërs (68,0%). De grootste etnische minderheid waren de Armeniërs (30,9%). Andere minderheden zijn enkele tientallen Russen, Grieken, Oekraïners, Osseten en enkele Abchaziërs. Het grootste deel van de inwoners was volgens de volkstelling Georgisch-Orthodox (68,0%), gevolgd door Armeens-Apostolen (17,4%) en katholieken (12,6%). Verder zijn er kleine aantallen jehova's en moslims.

### Mescheten
In november 1944 werden de Mescheten, een Turkssprekende etnische groep van overwegend moslimgeloof die in dit gebied woonden, naar Centraal-Aziatische Sovjetrepublieken gedeporteerd als onderdeel van een stalinistische hervestigingsoperatie. De Mescheten vormden op dat moment ongeveer de helft van de bevolking van het rajon Achaltsiche (1939: 28.428 van de 55.490 inwoners). Pogingen om hen in het onafhankelijke Georgië terug te laten keren lopen stroef, en ondervindt lokale weerstand.

## Administratieve onderverdeling

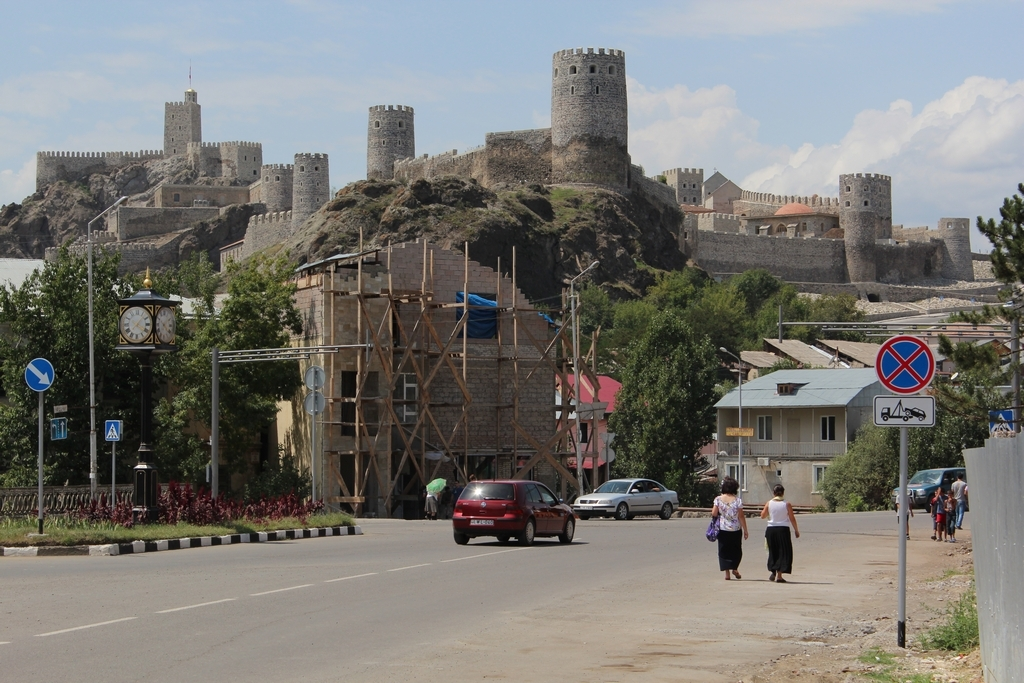
Rabati-fort in gemeentelijk centrum Achaltsiche

De gemeente Achaltsiche is administratief onderverdeeld in 14 gemeenschappen (თემი, temi) met in totaal 46 dorpen (სოფელი, sopeli) en twee steden (ქალაქი, kalaki), het bestuurlijk centrum Achaltsiche en Vale.

## Bestuur
De gemeenteraad van Achaltsiche (Georgisch: საკრებულო, sakreboelo) wordt elke vier jaar gekozen in een gemengd kiesstelsel. Een deel wordt via enkelvoudige kiesdistricten gekozen en een deel via evenredige vertegenwoordiging van gesloten partijlijsten, waarvoor een kiesdrempel geldt van drie procent.
| Partij | Partij                             | 2014 | 2017 | 2021 |
| ------ | ---------------------------------- | ---- | ---- | ---- |
|        | Georgische Droom (GD)              | 22   | 28   | 28   |
|        | Verenigde Nationale Beweging (UNM) | 8    | 2    | 8    |
|        | Voor Georgië                       |      |      | 2    |
|        | Europees Georgië                   |      | 3    | 1    |
| Totaal | Totaal                             | 30   | 33   | 39   |

## Bezienswaardigheden

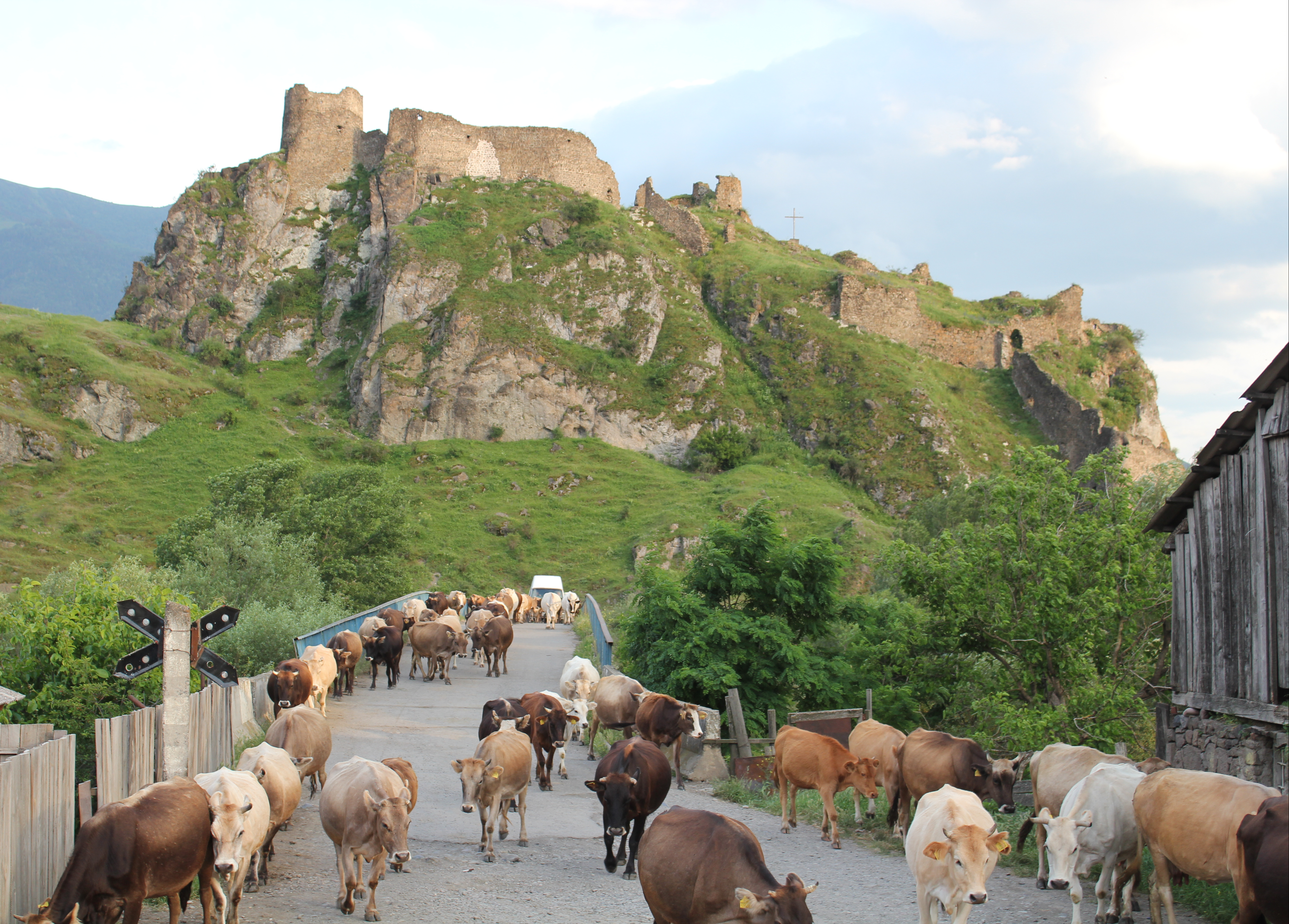
Atskoeri-fort

In de gemeente zijn diverse historische bezienswaardigheden, maar de belangrijkste zijn:
- Rabati-fort in de stad Achaltsiche. Historische burcht met verschillende bouwperiodes dat in 2010-12 grondig is gerestaureerd.[30]
- Atskoeri-fort. Een laat middeleeuws fort langs de Mtkvari en de hoofdweg tussen Bordzjomi en Achaltsiche.

## Vervoer

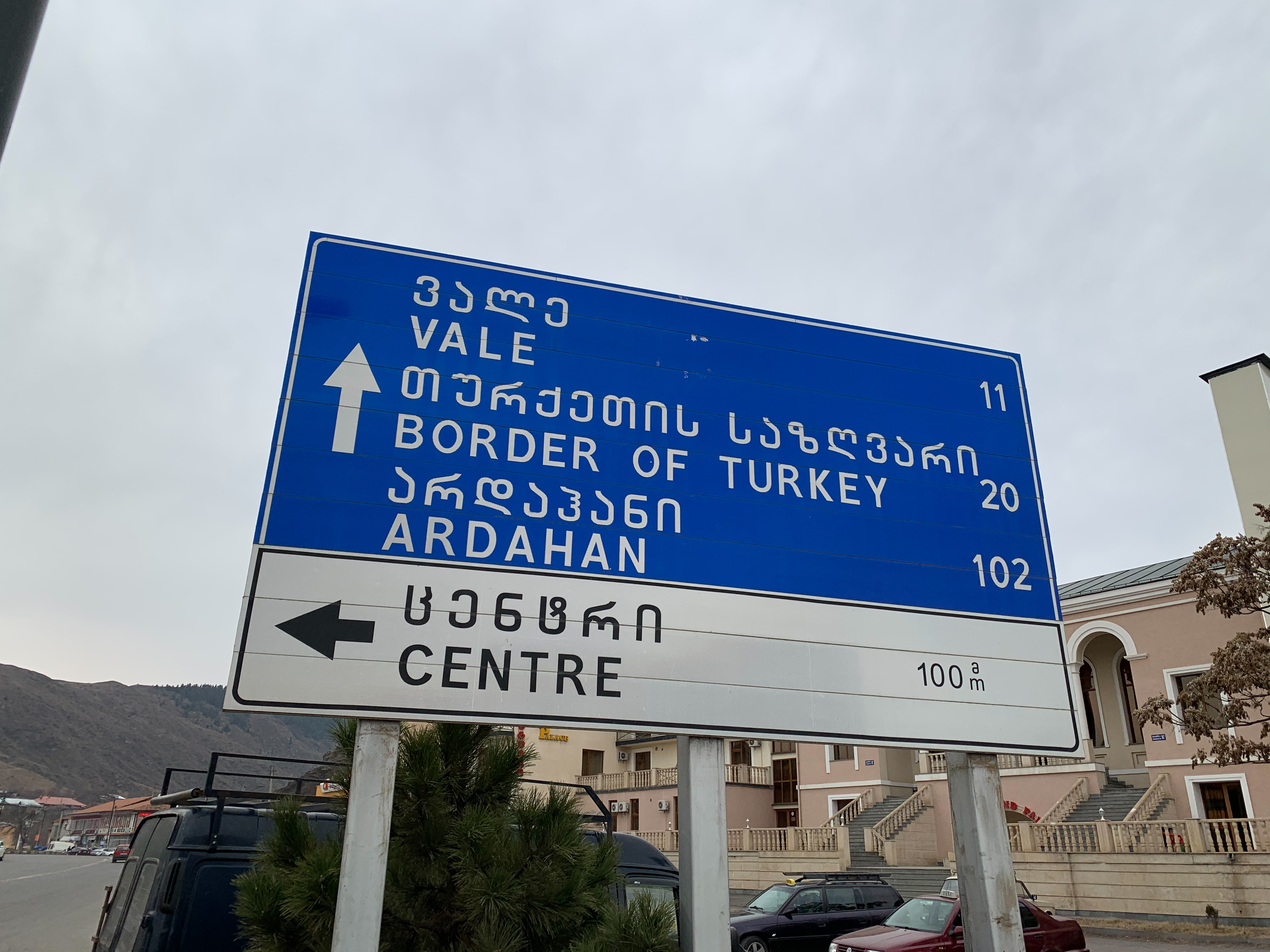
Turkije is niet ver weg

De belangrijkste doorgaande wegen door de gemeente zijn de Georgische routes van internationaal belang S8 en S11. De S8 verbindt centraal Georgië en Tbilisi met Turkije via de stad Achaltsiche, terwijl de S11 vanaf laatstgenoemde stad naar Armenië leidt. De Europese weg E692 valt samen met de S11 en het stukje S8 van Achaltsiche naar de Turkse grensovergang bij Vale. Deze grensovergang ligt formeel in de gemeente Adigeni.    
Het oostelijk uiteinde van de nationale route Sh1 ligt in de gemeente. Deze regionale hoofdroute verbindt Batoemi met Achaltsiche via de 2027 meter hoge Goderdzi-pas. In de late Sovjet periode was deze weg onderdeel van de A306 Sovjet hoofdroute. 
Sinds medio 2012 rijden er geen passagierstreinen meer over het traject Bordzjomi - Achaltsiche - Vale.